# Полкан и Шавка
«Полкан и Шавка» — советский рисованный мультипликационный фильм 1949 года, одна из популярных мультисторий режиссёра Александра Иванова.
В фильме был применён предложенный Евгением Мигуновым новаторский художественный приём — изготовление фона масляными красками.
Снят по одноимённой басне Сергея Михалкова.

## Сюжет
Две собаки, Полкан и Шавка, стерегли стадо овец на берегу реки. Внезапно они замечают зайца, бросаются за ним в погоню и забегают в лес, где встречаются лицом к лицу с тремя волками. Шавка, струсив, пятится назад, а храбрый Полкан принимает с ними бой. В жестокой схватке ему удаётся одолеть одного волка, но от полученных ран он теряет сознание, и двое оставшихся волков решают, что он мёртв, после чего находят Шавку. Опасаясь за свою жизнь, она пытается угодить волкам, сказав им, что готова провести их к стаду овец. Волки идут за ней. Она приводит их к тому месту, откуда можно напасть на овец, но это, тем не менее, не спасает её от смерти — волки полностью съедают её, посчитав, что дальше обойдутся без посторонней помощи. В это время Полкан приходит в себя, узнаёт о предательстве Шавки и отправляется следом за хищниками. Он опережает волков, переплыв реку в другом месте (тогда как волки пересекли реку вброд), и преграждает им путь, после чего начинает лаять, подавая сигнал тревоги. Его лай слышит пастушок, хватает ружьё и убивает наповал серых разбойников. Они падают замертво в реку, а Полкан воссоединяется со своим хозяином.

## Создатели
| Сценарий                   | Сергей Михалков                                                                                    |
| Режиссёр                   | Александр Иванов                                                                                   |
| Художник-постановщик       | Евгений Мигунов                                                                                    |
| Художники-мультипликаторы: | Дмитрий Белов, Михаил Ботов, Валентин Лалаянц, Лидия Резцова, Борис Степанцев, Вячеслав Котёночкин |
| Художники-декораторы:      | Дмитрий Анпилов, Галина Невзорова                                                                  |
| Композитор                 | Моисей Вайнберг                                                                                    |
| Оператор                   | Михаил Друян                                                                                       |
| Звукооператор              | Николай Прилуцкий                                                                                  |
| Ассистенты режиссёра       | Иван Аксенчук, В. Нечаева, Ф. Гольдштейн                                                           |

## Роли озвучивали (в титрах не указаны)
- Борис Андреев — Полкан
- Сергей Мартинсон — Шавка

## Переозвучка
В 2001 году мультфильм был отреставрирован и заново переозвучен компаниями ООО «Студия АС» и ООО «Детский сеанс 1». В новой версии была полностью заменена фонограмма, к переозвучиванию привлечены современные актёры, в титрах заменены данные о звукорежиссёре и актёрах озвучивания. Переозвучка была крайне негативно воспринята как большинством телезрителей, так и членами профессионального сообщества. Качество реставрации изображения также иногда подвергается критике.
- Юльен Балмусов — Полкан
- Владимир Конкин — Шавка

## Видео
Мультфильм неоднократно издавался на DVD в сборниках мультфильмов, например:
- «В мире басен», DVD, дистрибьютор "Крупный план", мультфильмы на диске:

«Квартет» (1947), «Слон и муравей» (1948), «Кукушка и скворец» (1949), «Лев и заяц» (1949), «Полкан и Шавка» (1949), «Лиса-строитель» (1950), «Ворона и лисица, кукушка и петух» (1953), «Трубка и медведь» (1955), «Стрекоза и муравей» (1935), «В мире басен» (1973).